# Transamerica Pyramid
A Transamerica Pyramid San Franciscóban található, a Montgomery és a Washington utca között. A 48 emeletes épület a város második legmagasabb felhőkarcolója.
Az épületet William Pereira tervezte, a kivitelező a Hathaway Dinwiddie Építőipari Vállalat volt. Az építés 1972-ben fejeződött be, a 260 méteres magasságával akkor a világ 8. legmagasabb épülete volt. Az építési költsége 32 millió dollár volt.

### Története
A Transamerica Corporation 1968-ban mutatta be a terveket a nagyközönségnek, és azonnal rengeteg kritikát kapott. Sokan azt mondták, hogy az obeliszk alakú épület egyáltalán nem illik a város képébe. Mára már elképzelhetetlen San Francisco városképe a Transamerica Pyramid kecses szimmetriája nélkül.
1972-ben befejeződött az építkezés 835 láb, azaz 260 méter magasságával az Amerikai Egyesült Államok legmagasabb épülete volt a Mississippi folyótól nyugatra. Mai napig Észak Kalifornia legmagasabb épülete.
1989-ben 7,1-es földrengés rázta meg az öblöt, ennek következtében az épület több mint egy percig rázkódott, melynek során az épület teteje egy lábnyira kilengett, de az épület sértetlen maradt és senki sem sérült meg súlyosan. Az ilyen intenzív körülmények között a Transamerica Pyramid szerkezeti teljesítménye az épület gondos szerkezeti felépítésének tulajdonítható, amely a szeizmikusan aktív öbölterület remegéseinek is ellenáll.
A Transamerica Corporation már a 80-as években elkezdte eladni az épületet, és inkább pénzügyi szolgáltatásokra összpontosított és ebből kifolyólag áthelyezte a székhelyét San Franciscóból. Egy irodát továbbra is tartanak fenn az épületben, de csak mint bérlő. A vállalat az épület logóját használja bejegyzett védjegyeként a mai napig.
2001-ben lezárták a látogatók elől a 27. emeleten található kilátóteraszt, oda csak az épület bérlői és vendégeik léphettek be.
2007-ben már közel 50 neves vállalatnak és 1500 dolgozónak ad otthont a Transamerica Pyramid.
2009-ben az épület elnyerte az USA Zöld Épület Tanácsának arany fokozatú díját. Vizsgálták az erőforrások felhasználását, az energiatakarékosságot, a vízgazdálkodást és a széndioxid-kibocsátást.
2010-ben újabb elismerést kapott az épület: a BOMA az év legjobb építményének választotta az építési szabványok, a vészhelyzeti felkészültség és a biztonsági előírások, a környezetvédelmi és szabályozási megfelelőségi programok, az energiatakarékosság, a bérlői kapcsolatok és a pozitív közösségi hatás alapján.
2011-ben a BOMA az épület menedzsment csapatát is kitüntette teljesítményükért, mellyel fenntarthatóbbá és biztonságosabbá tették az épületet. Arany fokozat után pedig a platinum fokozatot érte el, a 2009 és 2010-es évben történt fejlesztéseknek köszönhetően.
2013-ban látogató központot és ajándékboltot nyitottak az érdeklődők számára.

### Építészeti adatok
A 260 méter magas, 48 emeletes Transamerica Pyramid ma is San Francisco legmagasabb épülete. A szerkezet betonból, üvegből és acélból készült, a csúcsán egy 64,6 méter magas torony koronaékszerként zárja.
A 48. emeletén különleges konferencia teremmel büszkélkedhet, mely a San Francisco-öbölre néz. A látogatóknak 360 fokos akadálytalan lenyűgöző panorámában lehet részük.
A Transamerica piramis 500.000 négyzetméter alapterületű. A piramis alaknak köszönhetően a 6. emelet 22 226 négyzetméteres, a 48. emelet mindössze 2,531 négyzetméter.
9 láb mély a betonalapzata, amelyet folyamatosan 24 órás időszak alatt töltöttek fel a nap 24 órájában. 1750 teherautó betont öntöttek az acél- és betontömbökre, melyeket 15,5 méteres mélységben süllyesztettek a talajba, felkészülve az esetleges földmozgásokra. A piramis alapja mintegy 16 000 köbméter betonból épül fel, amely több mint 300 mérföldnyi acél megerősítő rudat tartalmaz.
Az épület 3678 ablakkal rendelkezik. Az ablakok nagy része 360 fokban forgatható, ami lehetővé teszi, hogy az épület belsejéből tisztítsák őket. Mivel az alakja miatt hajlamos a szennyeződésre évente több alkalommal is tisztítják. Magát az épületet 10 évente tisztítják, 18.000 munkaórába telik.
A két „szárny”, amelyek a 29. emelettől függőlegesen emelkedik az épületen, nemcsak díszítő elem, hanem gyakorlati oka is volt a megépítésének, mivel a felvonók nem tudnak az épület szögében futni. A keleti szárnynak két lift van; a nyugati szárnyban lépcsőház és tűzlépcső található.
Az erős szélben a legtöbb felhőkarcoló kileng, akár a két lábat is elérheti a kilengés mértéke, viszont ezekkel ellentétben a Pyramid a különleges kialakításának köszönhetően nem mozog.
2007-ben egy 1,1 megawattos kombinált hő- és villamosenergia-rendszert telepítettek.
Két 560 kW-os földgázüzemű motoros generátort úgy tervezték, hogy a Pyramid elektromos igényeinek mintegy 70% -át és a fűtés és a meleg víz 100% -át biztosítsák. A kapcsolt energiatermelő létesítmény megfelel a Pyramid tulajdonosai három fő célkitűzésének: a környezetvédelmi elkötelezettség erősítése, éves energia-megtakarítás biztosítása és az ingatlan versenyképességének növelése San Francisco kereskedelmi piacán.

### Az épület jelenlegi tulajdonosa
1999-ben a Transamerica Corporation-t megvásárolta az AEGON USA, Inc., az AEGON NV teljes tulajdonú leányvállalata, a világ harmadik legnagyobb nemzetközi biztosítási szervezete. A hollandiai székhelyű AEGON az első tíz legnagyobb biztosítási csoportba tartozik. Számos országban foglalkoznak üzleti tevékenységgel, így az AEGON több mint 20 000 embert foglalkoztat világszerte különböző országokban. Az AEGON továbbra is befektetésként tartja az épületet.

### Bérlők
- ATEL Capital Group
- Bank of America Merrill Lynch
- Mars & Co
- Incapture Group
- TSG Consumer Partners
- Rembrandt Venture Partners
- URS Corporation
- Maynard, Cooper & Gale
- Pantheon Ventures
- Heller Manus Architects
- Crux Informatics